# یاوورووو-یاستژنبیه
یاوورووو-یاستژنبیه (به لاتین: Jaworowo-Jastrzębie) یک روستا در لهستان است که در گمینا زاویز واقع شده‌است. یاوورووو-یاستژنبیه ۸۰ نفر جمعیت دارد.